# Eilema simulatricula
Eilema simulatricula là một loài bướm đêm thuộc phân họ Arctiinae, họ Erebidae.